# Patrik Ifanger
Patrik Ifanger (* 20. Januar 1972) ist ein Schweizer Paracycler.
Im Juni 2015 wurde Patrik Ifanger beim Aufbau eines Festzeltes schwer am Fussgelenk verletzt. Nach zwei Jahren mit mehreren Operationen musste im April 2017 sein rechter Unterschenkel amputiert werden. Bereits im Sommer des Jahres machte er Radtouren mit einer Prothese, und im Oktober 2017 befuhr er erstmals die Bahn im Tissot Velodrome in Grenchen.
Im Jahr darauf bestritt Ifanger erste Rennen in der Schweiz und im Ausland. Seine bevorzugte Disziplin ist der Sprint auf der Bahn. 2019 startete er bei den Paracycling-Bahnweltmeisterschaften in Apeldoorn.